# Dashamir
Dashamir är ett mansnamn av albanskan dashamir ’välgångsönskan.’
1 man har Dashamir som tilltalsnamn i Sverige (enligt en sökning år 2018).